# Северо-Восточный Линкольншир
Се́веро-Восто́чный Ли́нкольншир (Норт-Ист-Линкольншир, англ. North East Lincolnshire) — унитарная единица на северо-востоке церемониального графства Линкольншир. Главный и крупнейший город унитарной единицы — Гримсби (население — 87 тыс. чел.).

## История
Образована 1 апреля 1996 года путём преобразования районов Гримсби и Клитхорпс бывшего неметропольного графства Хамберсайд в унитарную единицу и перехода в церемониальное графство Линкольншир.

## География
Занимает площадь 191 км², омывается с северо-востока эстуарием Хамбер, граничит на юге с неметропольным графством Линкольншир, на северо-западе с унитарной единицей Северный Линкольншир.

## Население
На территории унитарной единицы Северо-Восточный Линкольншир проживают 157 979 человек, при средней плотности населения 823 чел./км² (данные 2001 года).

## Состав
В состав унитарной единицы входят 3 города:
- Гримсби
- Имингем
- Клиторпс

## Политика
В совете унитарной единицы Северо-Восточный Линкольншир заседают 42 депутатов, избранных в 15 округах. В результате последних выборов 20 мест в совете занимают лейбористы.

## Спорт
На территории Северо-восточного Линкольншира, в городе Гримсби, базируется профессиональный футбольный клуб «Гримсби Таун», выступающий в сезоне 2010/2011 в Национальной Конференции. «Гримсби Таун» принимает соперников на стадионе Блюнделл Парк (9 тыс. зрителей).